# Kulli (Pakistan)
Kulli ist neben Mehi, Edith Shar Komplex und Niai Buthidie, die bedeutsamste archäologische Ausgrabungsstätte von Kolwa (westliches Baluchistan, Pakistan). 
In Kulli wurden von Aurel Stein Teile eines Bronzezeitlichen Dorfes ausgegraben. Es handelt sich um den namensgebenden Fundort der Kulli-Kultur (etwa 2600 bis 2000 v. Chr.). 
Bei den Grabungen, die nur die obersten Schichten freilegten, fand sich vor allem Keramik, die mit ganz wenigen Ausnahmen ausschließlich der Kulli-Kultur zuzuordnen ist. Die Keramik umfasst Vorratsgefäße sowie Kanister.
Neben der Keramik fanden sich 66 Tonfiguren von Rindern und fünf Figuren einer Muttergottheit. Eine Metallnadel belegt, dass Metall verarbeitet wurde.
Koordinaten: 26° 57′ 27,8″ N, 66° 6′ 47,3″ O